# Cross-Border-Aktienhandel
Als Cross-Border-Aktienhandel bezeichnet man im Wertpapierhandel eine Aktienhandelsstrategie, die darauf abzielt, unterschiedliche Börsenkurse an Börsen in verschiedenen Ländern auszunutzen bzw. Marktliquidität an regionalen, nicht-liquiden Handelsplätzen bereitzustellen.

## Beispiel einer Cross-Border-Transaktion
Die Aktie des Unternehmens Roche wird an der Schweizer Börse beispielsweise zu 230,00 CHF (bester Geldkurs) auf 230,50 CHF (beste Briefseite) gehandelt. Wenn 1 EUR = 1,08 CHF kostet, könnte ein Cross-Border-Händler eine Kauforder auf dem deutschen XETRA-Börsensystem zu 212,95 EUR einstellen und eine Verkaufsorder zu 213,45 EUR.
Manche Banken in Deutschland bieten ihren Privatkunden keinen Zugang zur Schweizer Börse an. Dies bedeutet, dass ein Privatkunde, der die Roche-Aktie kaufen möchte, die Aktie nur an einer deutschen Börse kaufen kann. Wenn er nun die Aktie an einer deutschen Börse ordert, ist es gut möglich, dass er die Aktie von einem Cross-Border-Händler kauft. In dem Moment, wo der Cross-Border-Händler die Aktie in Deutschland an den Privatkunden verkauft, wird er sich an der Schweizer Börse wieder eindecken. Anschließend muss der Cross-Border-Händler die Roche-Aktie, die er soeben in der Schweiz gekauft hat, nach Deutschland verlagern, da er durch den Verkauf auf XETRA dazu verpflichtet ist, die Aktie in Deutschland zu liefern.

## Automatisierter Computerhandel
Cross-Border-Handel wird oftmals durch automatisierte Computerhandelssysteme durchgeführt, wobei ein Computer selbständig die Preise an verschiedenen Börsen, unter Berücksichtigung der Währungsumrechnung, vergleicht und ggf. selbständig Kauf- und Verkaufsorders an die verschiedenen Börsen schickt.

## Risiken
Der Cross-Border-Händler kann somit einen vermeintlich risikolosen Gewinn einstreichen. Jedoch treffen ihn folgende Risiken:
- In der Sekunde, in der er die Aktie an der 1. Börse verkauft hat, kann der Kurs an der 2. Börse weglaufen. Dies ist trotz schneller High-Frequency-Handelsprogrammen nicht vollständig auszuschließen.
- Bei der Vielzahl von Preisupdates von allen Börsen der Welt können sich Übertragungsfehler ergeben, so dass vermeintliche Arbitragen gar keine Arbitragen sind und der Cross-Border-Händler somit einen Verlust erleidet.
- Der Cross-Border-Händler hat das Buy-in-Risiko. In dem oben angegebenen Beispiel hat er die Roche-Aktie in der Schweiz gekauft. Es kann jedoch passieren, dass die Schweizer Börse – aus welchem Grund auch immer – die Aktie T+2 (zweitägiges Settlement) nicht liefert. Die XETRA-Börse besteht jedoch auf die Lieferung der Aktie, da der Cross-Border-Händler aus Sicht der XETRA-Börse eine Aktie verkauft hat, die er gar nicht besitzt. Sollte der Cross-Border-Händler die Aktie weiterhin nicht liefern, kann sich die XETRA-Börse dazu entschließen, ein Buy-in-Verfahren zu starten, um die Integrität der Börse weiterhin zu gewährleisten. Dabei werden verschiedene Marktteilnehmer gefragt, ob sie nicht einspringen können und die Roche-Aktie liefern können, auch zu einem wesentlich höheren Preis. Der Preis kann sogar doppelt so hoch sein wie der „normale“ Preis. Die Differenz zu dem wesentlich höheren Buy-in-Preis und dem „normalen Preis“ wird dann dem Cross-Border-Händler in Rechnung gestellt.[4]

## Kritik
Diese Art von Handel hat einen positiven Aspekt für die Allgemeinheit, da sie die Differenz zwischen Kauf- und Verkaufspreisen an den Regionalbörsen verringert und somit dazu führt, dass Privatkunden, die oftmals über die lokalen Börsen handeln, weniger Gebühren bezahlen. Automatisierter Cross-Border-Handel ist somit ein Beispiel für eine Art des High-Frequency-Handels, der einen positiven Beitrag für die Gesellschaft leistet.
Die niederländische Finanzmarktregulierungsbehörde AFM untersuchte diese High-Frequency-Trading-Modelle und kam 2010 zu dem Schluss, dass es keine Gründe gibt, Hochfrequenzhandel einzuschränken. Weiter erklären sie, dass sich diese Einschätzung jedoch ändere, wenn illegale Handelsstrategien benutzt werden.